# Kalwaria Kodeńska
Kalwaria Kodeńska – zespół kaplic drogi krzyżowej znajdujących się na terenie dawnej rezydencji rodu Sapiehów. Została wybudowana na wale otaczającym dawny arsenał (zbrojownia – obecnie ołtarz polowy), cerkiew oraz zamek Sapiehów. Obecnie miejsce wraz ze znajdującym się tu kościołem pw. św. Ducha, martyrologium, piwnicami zamkowymi, zbrojownią i ogrodem zielnym stanowi kompleks religijny.

## Historia
W roku 1927 na ziemię podlaską przybyli Misjonarze Oblaci i stali się kustoszami sanktuarium Matki Bożej Gregoriańskiej. Po przybyciu zastali tylko puste mury obecnej bazyliki mniejszej. Udało im się odzyskać główny ołtarz z Opinogóry. Zaczęto już wówczas myśleć o nowym wystroju kościoła, a zarazem o projekcie kalwarii w miejscu dawnej rezydencji rodu Sapiehów.
Dokumentacją i projektowanie kalwarii kodeńskiej zajął się artysta i dobrodziej sanktuarium - prof. Marian Kiersnowski z Warszawy. Wówczas wraz z żoną ofiarnie pracował wtedy w kodeńskim kościele i na ten czas mieszkał w klasztorze Misjonarzy Oblatów. Jego autorstwa jest zarówno ambona, balaski, stalle, stacje drogi krzyżowej w bazylice św. Anny, jak i cztery boczne ołtarze oraz organy. Sam prof. Kiersnowski wyrzeźbił też figurę Matki Bożej Kodeńskiej, która znajduje się na jego grobie na cmentarzu w Kodniu.
Miejscem usytuowania kalwarii jest obszar dawnego zamku Sapiehów. Na początku lat 30. XX wieku usypano wokół dawnego arsenału wzgórze. Na fundamentach dawnego zamkowego arsenału zbudowano ołtarz polowy ze scenami z życia Maryi.

### Lata 70., budowa drogi krzyżowej
W latach 70. XX wieku odgruzowano i odbudowano dawne piwnice zamku rodu Sapiehów, które przykryto żelbetową płytą, służącą jako miejsce sprawowania mszy świętych podczas głównych odpustów diecezjalnych. Również w tych latach artysta Tadeusz Niewiadomski wyrzeźbił drogę krzyżową. Prawie sto postaci naturalnej wielkości rozmieszczono na Kalwarii w 14 stacjach drogi krzyżowej. Każda kapliczka przykryta była drewnianym daszkiem.

### Obecne prace
W latach 2000–2007 wybudowano murowane kaplice drogi krzyżowej. Udało się odtworzyć również zabytkową studnię w dawnym ogrodzie Sapiehów, usytuowaną w odnowionym ogrodzie włoskim z altankami. Odnowiono wały wokół zamku i fosy. W 2006 r. stanął na kalwarii obok kościoła św. Ducha pomnik Jana Pawła II dla upamiętnienia jego pobytu w Kodniu w 1969 i 1977 r. Wykonawcą i autorem pomnika jest artysta rzeźbiarz Paweł Kisielnicki z Warszawy. Obecnie trwa rekonstrukcja bastionów ziemnych.

## Najważniejsze miejsca

### Stacje drogi krzyżowej
Czternaście stacji drogi krzyżowej autorstwa rzeźbiarza Tadeusza Niewiadomskiego umieszczonych jest na wale otaczającym kalwarię.

### Kościół św. Ducha
Wybudowany przez Pawła Sapiehę w latach 1530-1540 gotycki kościół pw. św. Ducha na wzgórzu zamkowym służył jako kaplica zamkowa dla potrzeb rodziny i dworu. Układem przestrzennym nawiązuje do świątyń bizantyjskich dobrze znanych z terenów słowiańskich. Do interesujących elementów wyposażenia należą:
- nagrobna tablica Jana Sapiehy, najstarszy po cudownym obrazie zabytek Kodnia, jej fundatorem był w 1520 r. Paweł Sapieha (s. Jana)
- dawna zasłona cudownego obrazu wykonana w drewnie z umieszczonym na niej wizerunkiem Matki Bożej Kodeńskiej
- zabytkowa kropielnicę
- krzyż w prezbiterium z wizerunkiem Jezusa Uśmiechniętego.

### Ogród zielny
Dnia 2 lipca 2005 ks. bp Henryk Tomasik poświęcił nowy ogród Zielny Matki Bożej, zwany tutaj labiryntem zielnym, którego projektantką była mgr inż. architekt zieleni i krajobrazu Halina Gołda-Krajewska z Wrocławia. Kształt labiryntu to rozwijające się płatki róży, co ma przypominać różaniec i podkreślać charakter miejsca, ściśle związany z kultem Maryi.
Brama wejściowa do labiryntu to dwie tablice z dziesięciorgiem przykazań, mają one pomagać powrócić do pierwotnej harmonii człowieka z przyrodą i Bogiem. Zaraz za bramą, w centrum, znajduje się fontanna oczyszczenia, gdzie znajduje się napis: Oczyść mnie Panie z grzechów moich i spuść na mnie strumień twojej łaski. Spadająca z góry woda ma przypominać, że prawdziwe oczyszczenie człowieka pochodzi z góry – od Boga. Prócz głównej fontanny są jeszcze cztery boczne, przy których w formie księgi umieszczone są główne prawdy wiary.
Obecny Kodeński Ogród Zielny w kształcie róży jest trzecim takiego typu ogrodem w Europie.

### Kapliczki różańcowe
Przy labiryncie zielnym rozmieszczone są kapliczki części radosnej różańca. Planowana część chwalebna będzie umieszczona w porcie Pawła Sapiehy, natomiast kapliczki tajemnic światła będą rozmieszczone na zalewie okalającym tzw. rozlewisko Genezaret.

### Piwnice starego arsenału
Po przybyciu Oblatów do Kodnia na fundamentach dawnego arsenału wybudowano ołtarz polowy. W latach siedemdziesiątych XX wieku na miejscu zamku zbudowano obszerny taras, który służy pielgrzymom podczas kodeńskich odpustów. Wnętrze pod tarasem przeznaczono na muzeum.

### Jezioro „Genezaret”
Rozlewisko to nawiązuje do starych zapisów, iż zamek panów kodeńskich oblany był jeziorem przez które przepływa rzeka Kałamanka oraz do Ewangelii, w której jest napisane, że Jezus odbił łodzią nieco od brzegu i nauczał. Dlatego na jeziorze zobaczyć można wyspy w kształcie łodzi z ozdobnymi trawami oraz krzewami, połączone systemem mostów. Główna wyspa symbolizuje łódź Jezusa z żaglem i napisem Wypłyń na głębię. Nawiązuje ona do historii i Ewangelii. Całość ma służyć powiększeniu przestrzeni do rekreacji i ewangelizacji w Kodniu. Autorem całego projektu jest mgr inż. architekt zieleni i krajobrazu Halina Gołda-Krajewska z Wrocławia.